# J-pole antenna

J-Pole antenna

A J-pole antenna egy J alakú antenna, leginkább függőleges körsugárzóként használják. Kifejezetten praktikus konstrukció, egyben tartalmazza a sugárzót, az ellensúlyt, és az illesztőelemet. Kis módosítással szinte bármilyen koaxiális kábellel megtáplálható.

## A J-pole antenna felépítése, méretezése
A j-pole antenna A része tartalmazza a sugárzót. Az A szakasz teljes hosszában nem sugároz, ha jobban megnézzük a rendszert, a B-vel párhuzamos szakasza tulajdonképpen egy szimmetrikus tápvonalcsonk.
A tápvonal a C szakasz felső részén csatlakozik a rendszerhez, a kábel meleg ere az A elemhez, a hideg ere a B elemhez kapcsolódik. A D szakasz a szimmetrikus csonk lezárása.

### A j-pole antenna méretei
{\displaystyle A=k{\frac {3}{4}}\lambda }
{\displaystyle B=k{\frac {1}{4}}\lambda }
{\displaystyle D=k{\frac {1}{45}}\lambda }
A C szakaszt a hozzá csatlakozó koaxiális kábel hullámellenállása alapján határozhatjuk meg. Pontos értéket méréssel lehet meghatározni. 50Ω-os koaxiális kábel csatlakoztatásához az irányérték:
{\displaystyle C\approx k{\frac {1}{43}}\lambda }
Nagyobb hullámellenállású kábel csatlakoztatása esetén a C szakaszt növelni kell.
- λ - az üzemi hullámhossz
- k - rövidülési tényező

## Felhasználása
Gyakorlatilag bármilyen frekvenciára megépíthető. Nyeresége a félhullámú dipóléval egyezik.
Különös előnye, hogy egyszerűen kialakítható a táplálása, pontosan illeszthető szinte bármilyen koaxiális kábelhez.